# کلر کافی
کلر کافی (انگلیسی: Claire Coffee؛ زادهٔ ۱۴ آوریل ۱۹۸۰) یک هنرپیشه اهل ایالات متحده آمریکا است. وی از سال ۲۰۰۲ میلادی تاکنون مشغول فعالیت بوده‌است. وی با نام "Adalind Schade" در سریال گریم ایفای نقش می کند.